# Ordynariat Polowy Chile
Ordynariat Polowy Chile (hiszp. Obispado Castrense de Chile) – ordynariat polowy Kościoła rzymskokatolickiego w Chile podległy bezpośrednio Rzymowi. Został erygowany 3 maja 1910 roku jako wikariat, w 1986 podniesiony do rangi ordynariatu.

## Główne świątynie
- Katedra polowa: Katedra polowa Matki Boskiej z Góry Karmel w Santiago

## Biskupi polowi
- Rafael Edwards Salas (1910–1938)
- José Luis Fermandois Cabrera (1938–1941)
- Carlos Labbé Márquez (1941)
- Julio Tadeo Ramírez Ortiz (1941–1942)
- Teodoro Bernardo Eugenín Barrientos SSCC (1942–1959)
- Francisco Javier Gillmore Stock (1959–1983)
- José Matte Varas (1983–1995)
- Gonzalo Duarte García de Cortázar SSCC (1995–1999)
- Pablo Lizama Riquelme (1999–2004)
- Juan Barros Madrid (2004–2015)
- Santiago Silva Retamales (2015–2020)
- Pedro Ossandón Buljevic (od 2021)